# NGC 7626
NGC 7626 (други обозначения – PGC 71140, UGC 12531, MCG 1-59-57, ZWG 406.76) е елиптична галактика (E) в съзвездието Пегас.
Обектът присъства в оригиналната редакция на „Нов общ каталог“.